# Unterseeboot U-16 (Autriche-Hongrie)
Pour les autres navires du même nom, voir Unterseeboot 16.
L'Unterseeboot U-16 ou U-XVI est un sous-marin de classe U-10 de la marine austro-hongroise pendant la Première Guerre mondiale. L'U-16 a été construit en Allemagne et expédié par chemin de fer à Pula où il a été assemblé et achevé en septembre 1915. Il a été mis en service en octobre 1915.
Pendant la majeure partie de sa carrière, l'U-16 a opéré dans l’Adriatique à partir de Kotor en patrouillant au large des côtes albanaises. Le sous-marin a coulé un petit voilier en novembre et en a capturé un autre en décembre. L'U-16 transporte le maréchal Svetozar Borojević von Bojna de l’armée austro-hongroise en tant qu’observateur lors d’essais de plongée après des réparations de moteur en janvier 1916. En mars, une fuite d’eau a inondé les batteries de l'U-16 et a mis le sous-marin hors de combat pendant environ six semaines de réparations. Alors qu’il opérait au large de Vlora à la mi-octobre 1916, l'U-16 coula un destroyer italien servant d’escorteur de convoi. L'U-16 a été coulé dans l’action qui a suivi, mais les sources ne sont pas claires sur la cause exacte de son naufrage. En tout, l'U-16 coula ou captura trois navires d’un tonnage combiné de 417 tonnes. Il a été le seul sous-marin de classe U-10 coulé pendant la guerre.

## Conception
L'U-16 était un petit sous-marin côtier qui avait un déplacement de 127,5 tonnes en surface et 142,50 tonnes en immersion. Il était équipé d’un seul arbre d'hélice, d’un seul moteur Diesel Daimler de 60 ch (45 kW) pour la navigation en surface et d’un seul moteur électrique de 120 ch (89 kW) pour la navigation en immersion. L'U-16 était capable d’atteindre 6,5 nœuds (12,0 km/h) en surface et 5,5 nœuds (10,2 km/h) en immersion. Sa profondeur de plongée allait jusqu’à 50 mètres. Il a été conçu pour un équipage de 17 officiers et matelots.
L'U-16 était équipé de deux tubes lance-torpilles de 450 mm situés à l’avant et transportait deux torpilles de rechange. Bien que la plupart des membres de sa classe aient été équipés d’un canon à tir rapide (QF) de 37 mm/23 pour compléter leur armement en octobre 1916, on ne sait pas si cette mise à niveau avait déjà eu lieu sur l'U-16 au moment de son naufrage au cours de ce mois.

## Carrière
L'U-16 a été commandé par la marine austro-hongroise le 1er avril 1915 et mis en chantier chez AG Weser à Brême plus tard dans le mois. Une fois terminé, le sous-marin a été découpé en sections, chargé sur des wagons et expédié le 20 août à Pula, la base principale de la marine austro-hongroise,. Après avoir terminé son voyage qui a duré huit jours, les sections ont été rivetées ensemble. Le temps qu’il a fallu pour assembler les sections de l'U-16 n'est pas mentionné, mais un navire jumeau de type UB I, le sous-marin allemand UB-3, qui avait expédié à Pula depuis l’Allemagne à la mi-avril 1915, a été assemblé en deux semaines environ. L'U-16 a été livré à la marine austro-hongroise le 29 septembre.
L'U-16 a été mis en service dans la marine austro-hongroise le 6 octobre sous le commandement du Linienschiffsleutnant Eugen Hornyák Edler von Horn. Au cours du mois suivant, l'U-16 patrouille au large de Rimini et de l’estuaire du Pô avant de se diriger vers Kotor. Là, le commandant en second de l'U-16, le Linienschiffsleutnant Orest Ritter von Zopa, a pris le commandement le 18 novembre. Le sous-marin est reparti le lendemain pour patrouiller au large de l’Albanie. Près du cap de Rodon, von Zopa a arraisonné le Fiore Albania, un voilier albanais, et est monté à bord. Ne trouvant rien d’anormal, le commandant laissa le Fiore Albania poursuivre sa route. Trois jours plus tard, von Zopa et l'U-16 remportèrent leur premier succès, en coulant le voilier italien Unione de 25 tonneaux de jauge brute dans le golfe du Drin. Plus tard le même jour, une attaque à la torpille sur deux cargos dans le port de Shëngjin n’a donné aucun résultat. Son stock de torpilles épuisé, l'U-16 retourna à Kotor le 24 novembre.
L'U-16 partit pour sa patrouille suivante le 3 décembre, mais dut revenir pour réparer un gyrocompas cassé. Dès le lendemain, il était en route pour l’Albanie. Le 5 décembre, le voilier Xephaniea été à son tour arraisonné, fouillé et autorisé à poursuivre sa route. Près du même endroit, l'U-16 rencontra à nouveau le Fione Albania. Mais cette fois, le navire de 62 tonneaux de jauge brute avait à bord des soldats monténégrins, des armes et des munitions. Le navire a été saisi comme prise et ramené à Kotor,. L'U-16 tenta deux autres patrouilles au large de l’Albanie à la fin du mois de décembre. La première, partie de Kotor le 19 décembre, est écourtée par des conditions météorologiques extrêmes qui forcent le sous-marin à rentrer au port. La tentative suivante, le 25 décembre, s’est terminée lorsque l'U-16 a subi des problèmes de moteur. L'U-16 a navigué vers Pula le 27 décembre pour des réparations plus importantes du moteur à la base navale.
Les réparations de l'U-16 étaient terminées le 9 janvier 1916 lorsque le sous-marin quitta Pula pour des essais de plongée avec le maréchal Svetozar Borojević, de l’armée austro-hongroise, à bord en tant qu’observateur. Les tests semblant réussis, l'U-16 retourna à Kotor le 18 janvier pour reprendre ses patrouilles vers l’Albanie. Au large de Durrës le 4 février, von Zopa et l'U-16 lancèrent une attaque à la torpille sur le vapeur Assyria, escorté par les destroyers italiens Animoso et Garibaldino. La torpille visait juste, mais elle n’a pas explosé lorsqu’elle a touché le navire. Quelques jours plus tard, un croiseur britannique de classe Falmouth attaqua le sous-marin. Le 11 mars, une vanne de l'U-16 fuit et l’eau de mer inonde le bateau, inondant les batteries, qui libèrent du chlore gazeux. Le sous-marin est retourné à Kotor et a subi des réparations qui l’ont maintenu hors de combat jusqu’à la fin avril.
De fin avril à début septembre, l'U-16 patrouille dans l’Adriatique entre Vlorë, Brindisi et le détroit d'Otrante. Deux fois pendant cette période, l'U-16 attaqua des destroyers français, mais manqua ses deux tentatives. À la mi-juin, von Zopa a lancé des torpilles contre un cargo, sans résultat. L'U-16 a fait escale à Kotor le 3 septembre pour une révision générale qui a duré environ un mois.

## Perte
Le 9 octobre 1916, lorsque les réparations furent terminées, l'U-16 partit vers l’Albanie pour une autre patrouille. Le sous-marin fit un détour par Djenovic le 11 octobre pour remplacer un autre gyrocompas défectueux, mais reprit rapidement son voyage vers la région de Vlorë. Après avoir découvert un convoi italien le 17 octobre, von Zopa torpille et coule l’un des escorteurs du convoi, le Nembo. Dans l’action qui s’ensuivit, l'U-16 fut coulé, mais les sources ne sont pas d’accord sur la manière dont cela s’est passé. Conway's All the World's Fighting Ships 1906–1921 rapporte que le vapeur italien Bormida, l’un des navires du convoi, a éperonné et endommagé l'U-16, obligeant l’équipage de l'U-16 à saborder son navire en raison de la gravité des dommages,. U-Boat War in World War I rapporte que le Nembo lui-même a éperonné l'U-16 avant de couler, tandis que Robert Grant et Gordon Smith proposent un autre sort possible pour l'U-16 : les grenades anti-sous-marines du Nembo ont explosé et ont coulé le sous-marin pendant que le Nembo coulait,. Smith rapporte que 11 hommes à bord de l'U-16, dont son commandant von Zopa, ont perdu la vie dans le naufrage. Deux survivants ont été récupérés. L'U-16 a été le seul bateau de sa classe à être coulé pendant la guerre.

## Exploration du site de l’épave
En 2015, l’équipe américano-albanaise composée de la Fondation nautique RPM et du Centre albanais de recherche marine a localisé une épave au sud-ouest de la péninsule de Karaburun dans le comté de Vlorë, en Albanie. L’opération avec un ROV a apporté des images de l’épave présumée. Des photographies et des séquences vidéo de cette épave ont été examinées par des experts maritimes et on pense qu’il s’agit d’un possible sous-marin allemand de la Première Guerre mondiale. L’historien albanais et directeur de l’ACMR, Auron Tare, a fait une présentation en septembre 2015 à l’Académie des sciences d'Albanie, évoquant la possibilité que cette épave non identifiée puisse être l'U-16. Compte tenu de la proximité des rapports italiens sur l’endroit où l'U-16 a été coulé et du lieu de cette découverte, l’équipe a peut-être localisé le sous-marin austro-hongrois U-16.

## Commandants
- Eugen Hornyák Edler von Horn : du 6 octobre au 12 novembre 1915[3].
- Orest Ritter von Zopa : du 18 novembre 1915 au 16 octobre 1916.

## Navires coulés
| Date             | Nom           | Nationalité  | Tonnage | Destin              |
| ---------------- | ------------- | ------------ | ------- | ------------------- |
| 23 novembre 1915 | Unione        | Italie       | 25      | Coulé               |
| 7 décembre 1915  | Fiore Albania | Albanie      | 62      | Capturé comme prise |
| 16 octobre 1916  | Nembo         | Regia Marina | 330     | Coulé               |
|                  |               | Total:       | 417     |                     |